# Control (album Janet Jackson)
Control  – trzeci studyjny album Janet Jackson, wydany 4 lutego 1986 roku przez A&M Records.
Jej współpraca z kompozytorami i producentami Jimmy Jam i Terry Lewis zaowocowała niekonwencjonalnym dźwiękiem: połączeniem R&B, rapu, funku, disco i syntetyzowanej perkusji. Uważa się Jackson, Jam i Lewis za wiodących innowatorów współczesnego R&B. Album stał się komercyjnym przełomem Janet Jackson i pozwolił jej wejść na rynek muzyki popularnej, a Control stało się jednym z najważniejszych albumów w latach 1980 i w muzyce współczesnej.